# 李遐 (均王)
李遐（?—?），唐朝皇子，是唐代宗的第三子，生母不详。
生年不详，从异母兄李邈和异母弟李迥的生年推测，当在746年至750年之间。而且李遐早早夭折。贞元八年（792年），李遐被他兄长唐德宗追封为均王。

## 延伸阅读
[在维基数据编辑]
 《舊唐書·卷116》，出自刘昫《舊唐書》